# Ennistimon
Ennistimon eller Ennistymon, Inis Tí Méan, är en irländsk ort med 813 invånare. Floden Inagh rinner genom staden.